# Ansamblul castelului Károlyi din Carei
Ansamblul castelului Károlyi din Carei este un ansamblu de monumente istorice aflat pe teritoriul orașului Carei, operă a arhitectului Arthur Meinig. În Repertoriul Arheologic Național, monumentul apare cu codul 136535.04.01.
Monument de arhitectură, castelul Károly, a fost construit între anii 1892-1894. În prezent se află în restaurare.

Ansamblul este format din următoarele monumente:
- Castelul Károlyi (cod LMI SM-II-m-A-05280.01)
- Parc dendrologic (cod LMI SM-II-s-A-05280.02)

## Galerie

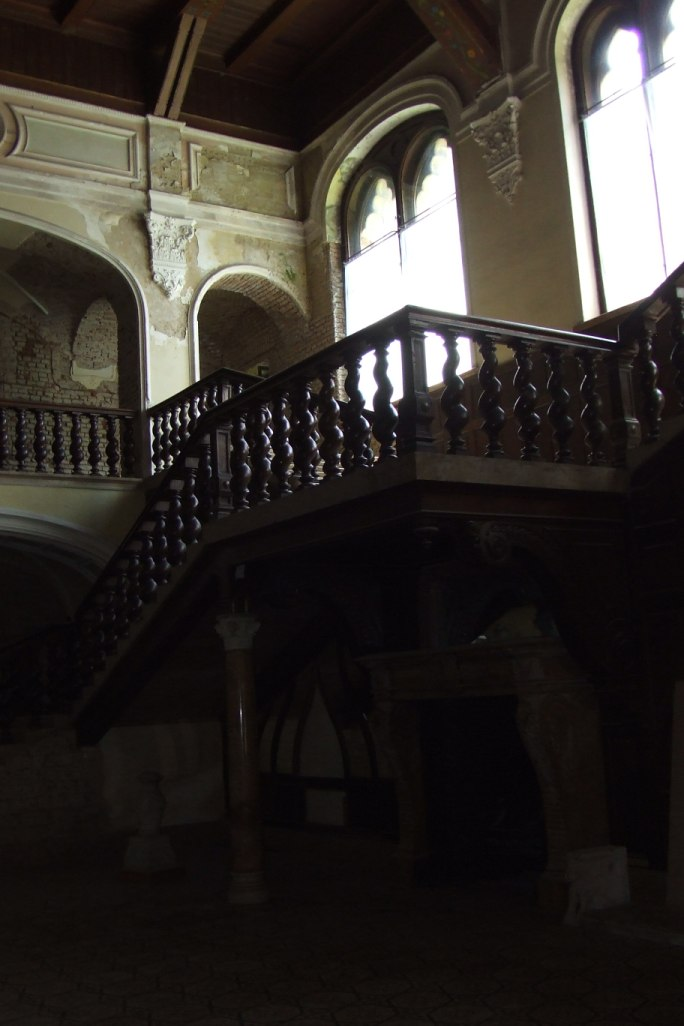
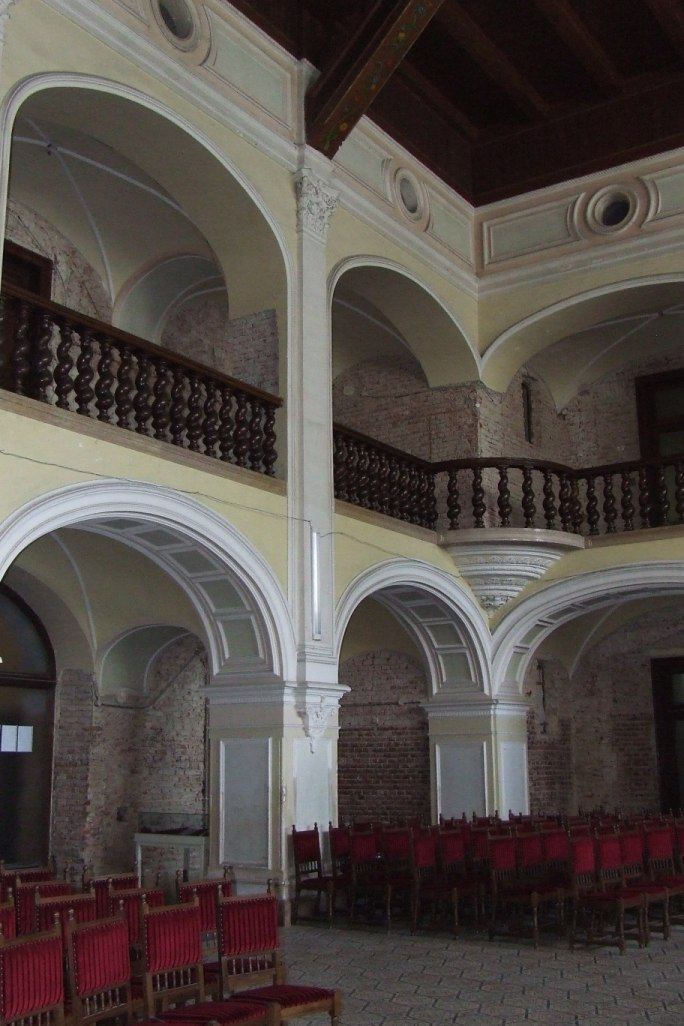
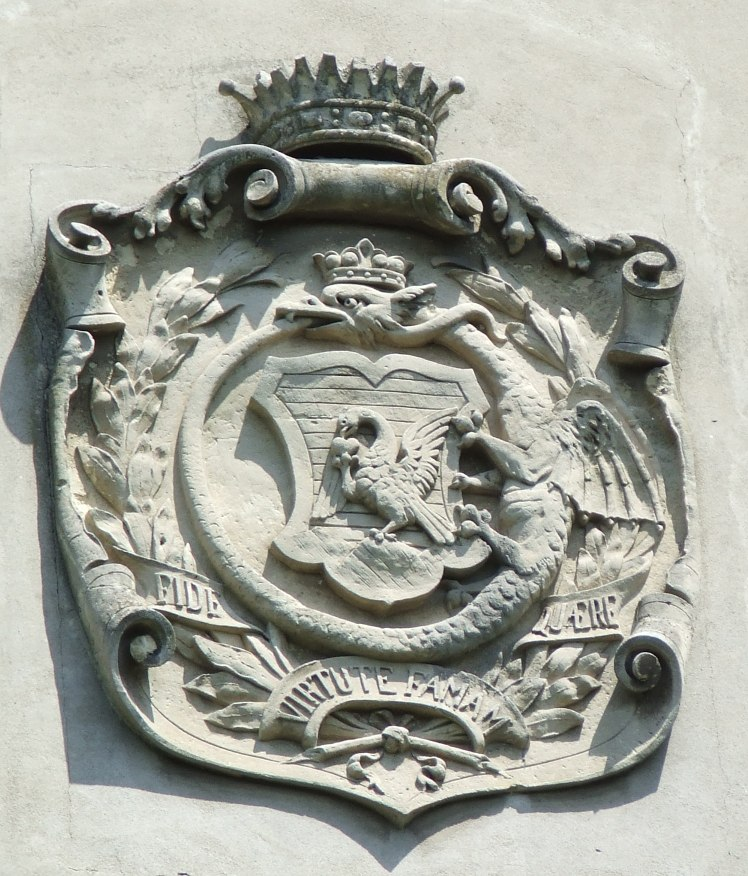
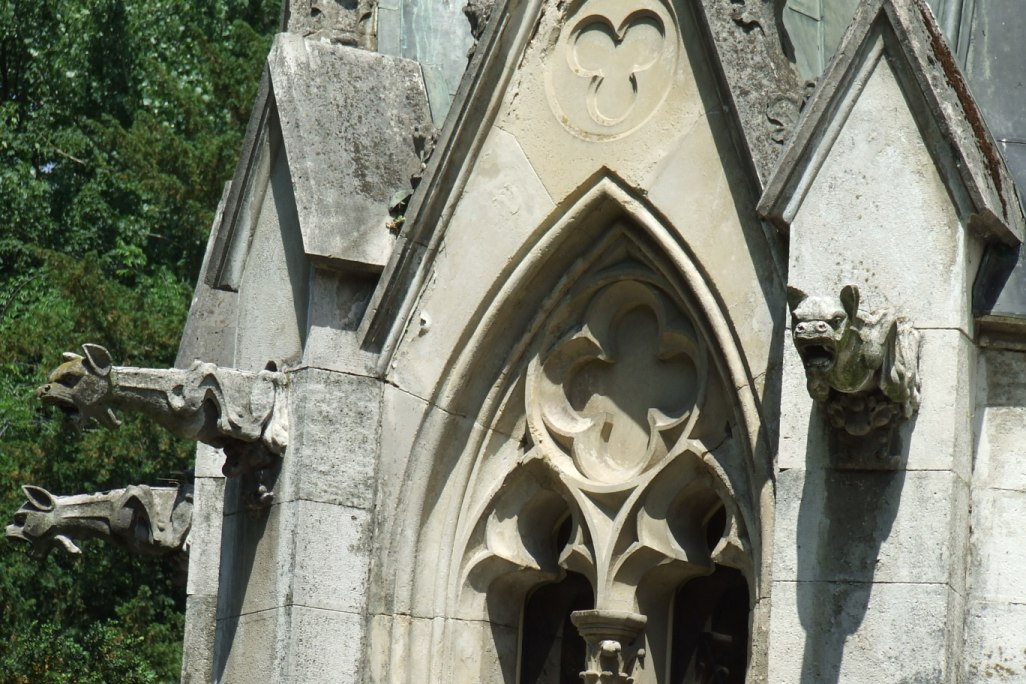
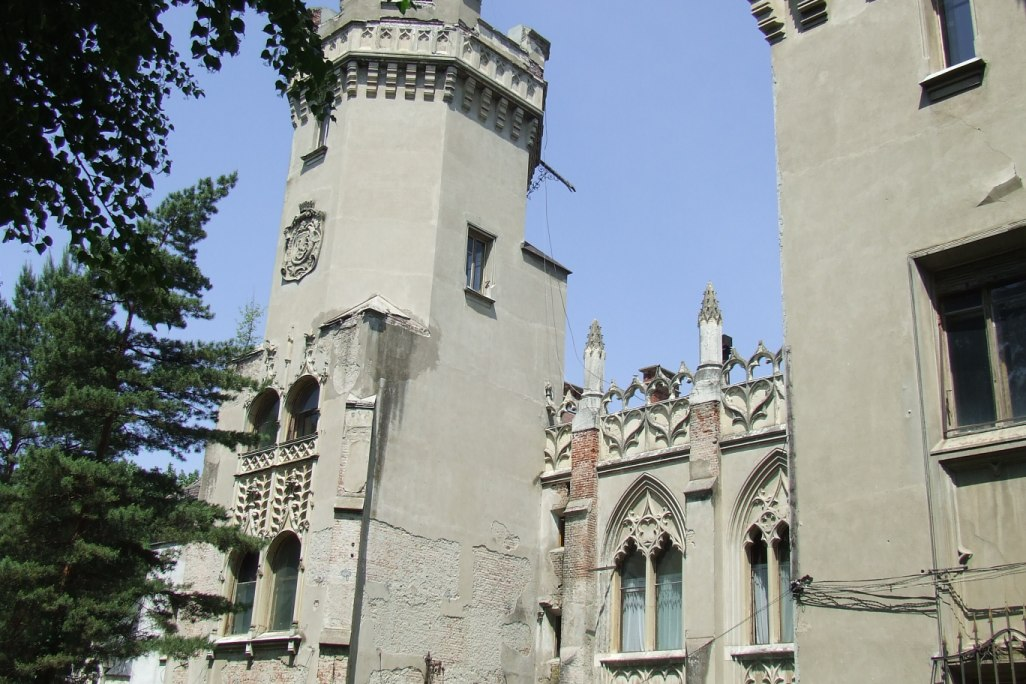
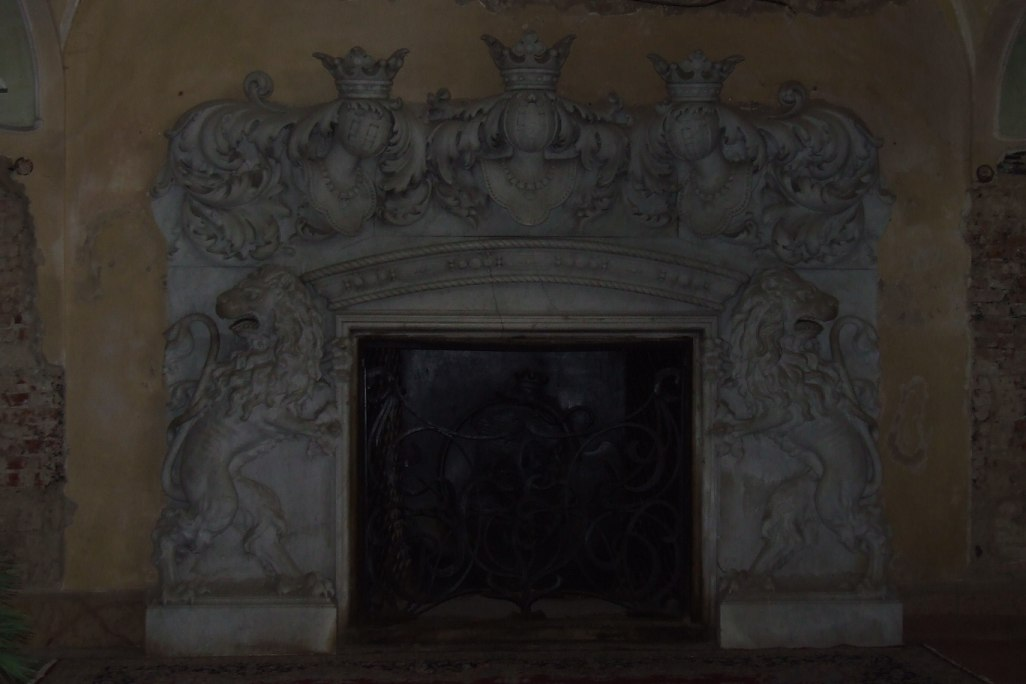
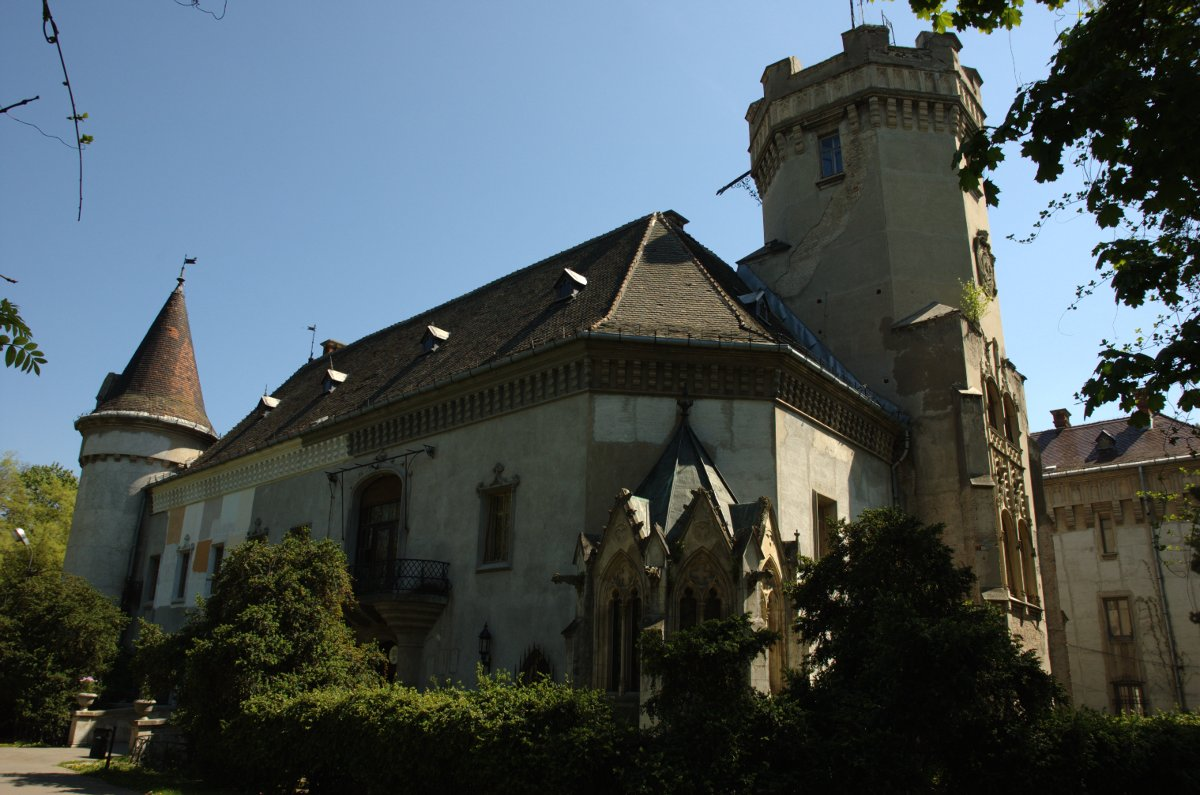